# Pentaschistis eriostoma
Pentaschistis eriostoma là một loài thực vật có hoa trong họ Hòa thảo. Loài này được (Nees) Stapf mô tả khoa học đầu tiên năm 1899.